# DCUN1D3
DCUN1D3 (англ. Defective in cullin neddylation 1 domain containing 3) – білок, який кодується однойменним геном, розташованим у людей на 16-й хромосомі. Довжина поліпептидного ланцюга білка становить 304 амінокислот, а молекулярна маса — 34 291.
| 10         |  | 20         |  | 30         |  | 40         |  | 50         |
| ---------- |  | ---------- |  | ---------- |  | ---------- |  | ---------- |
| MGQCVTKCKN |  | PSSTLGSKNG |  | DREPSNKSHS |  | RRGAGHREEQ |  | VPPCGKPGGD |
| ILVNGTKKAE |  | AATEACQLPT |  | SSGDAGRESK |  | SNAEESSLQR |  | LEELFRRYKD |
| EREDAILEEG |  | MERFCNDLCV |  | DPTEFRVLLL |  | AWKFQAATMC |  | KFTRKEFFDG |
| CKAISADSID |  | GICARFPSLL |  | TEAKQEDKFK |  | DLYRFTFQFG |  | LDSEEGQRSL |
| HREIAIALWK |  | LVFTQNNPPV |  | LDQWLNFLTE |  | NPSGIKGISR |  | DTWNMFLNFT |
| QVIGPDLSNY |  | SEDEAWPSLF |  | DTFVEWEMER |  | RKREGEGRGA |  | LSSGPEGLCP |
| EEQT       |  |            |  |            |  |            |  |            |

A: Аланін

C: Цистеїн

D: Аспарагінова кислота

E: Глутамінова кислота

F: Фенілаланін

G: Гліцин

H: Гістидин

I: Ізолейцин

K: Лізин

L: Лейцин

M: Метіонін

N: Аспарагін

P: Пролін

Q: Глутамін

R: Аргінін

S: Серин

T: Треонін

V: Валін

W: Триптофан

Кодований геном білок за функцією належить до ліпопротеїнів. 
Локалізований у клітинній мембрані, мембрані.